# Otto Ville Kuusinen
Otto Wilhelm (Wille) Kuusinen (pronunciaçãoⓘ, em russo:  О́тто Вильге́льмович Ку́усинен) (4 de outubro de 1881, Laukaa, Finlândia – 17 de maio de 1964, Moscou) foi um político, historiador de literatura e poeta finlandês e soviético que, após a derrota na Guerra Civil Finlandesa, fugiu para a União Soviética, onde trabalhou até sua morte.
Após substituir o moderado presidente do partido, J. K. Kari, em 1906, Kuusinen veio a dominar o Partido Social Democrata da Finlândia. Ele foi o líder da revolução de janeiro de 1918 na Finlândia que criou a breve República Socialista dos Trabalhadores da Finlândia. Ele foi membro do Eduskunta 1908–1913 e presidente do partido 1911–1917.
1. ↑  «Otto Wille Kuusinen». timenote.info (em inglês). Consultado em 17 de outubro de 2021